# دریملند ویلا (آریزونا)
دریملند ویلا (به انگلیسی: Dreamland Villa) یک منطقهٔ مسکونی در ایالات متحده آمریکا است که در شهرستان مریکوپا، آریزونا واقع شده‌است. دریملند ویلا ۴۱۸ متر بالاتر از سطح دریا واقع شده‌است.